# انتگرال حجمی
انتگرال حجمی(به انگلیسی: Volume integral) در ریاضیات - به‌ویژه، در حساب دیفرانسیل و انتگرال چند متغیره - اشاره به انتگرال بر روی یک دامنه سه‌بعدی دارد و به شکل زیر تعریف می‌شود:
{\displaystyle \operatorname {Vol} (D)=\iiint \limits _{D}dx\,dy\,dz.}
همچنین می‌توان این انتگرال را به صورت یک انتگرال سه‌گانه با محدوده D در دامنه اعداد حقیقی سه‌بعدی R3 برای تابع {\displaystyle f(x,y,z),} نوشت:
{\displaystyle \iiint \limits _{D}f(x,y,z)\,dx\,dy\,dz.}
همچنین برای دستگاه مختصات استوانه‌ای داریم:
{\displaystyle \iiint \limits _{D}f(r,\theta ,z)\,r\,dr\,d\theta \,dz,}
و برای دستگاه مختصات کروی داریم:
{\displaystyle \iiint \limits _{D}f(\rho ,\theta ,\phi )\,\rho ^{2}\sin \theta \,d\rho \,d\theta \,d\phi .}

## مثال
انتگرال تابع {\displaystyle f(x,y,z)=1} روی مکعب واحد نتیجه زیر را می‌دهد:
{\displaystyle \int \limits _{0}^{1}\int \limits _{0}^{1}\int \limits _{0}^{1}1\,dx\,dy\,dz=\int \limits _{0}^{1}\int \limits _{0}^{1}(1-0)\,dy\,dz=\int \limits _{0}^{1}(1-0)dz=1-0=1}